# Emil Reinke
Emil Reinke (Berlino, 20 giugno 1990) è un attore e disc jockey tedesco, conosciuto per aver interpretato il ruolo di Nils nella serie Kebab for Breakfast.

## Biografia
Emil Reinke è nato il 20 giugno 1990 a Berlino ed è figlio del chitarrista dei Rammstein Paul Landers.
Ha esordito come attore nel 1998 nel cortometraggio Das Geschenk, ma il successo lo ha ottenuto solamente nel 2006 interpretando il ruolo di Nils nella serie Kebab for Breakfast. Successivamente ha recitato nel film Io e Max Minsky e in diverse serie televisive come 14º Distretto, Amore tra i fiordi, Squadra speciale Lipsia, Morden im Norden e Tatort.
Dal 2015 fa parte del duo musicale twocolors insieme a Pierre-Angelo Papaccio.

## Premi e nomination
| Anno | Premio                   | Categoria                            | Lavoro              | Risultato       |
| ---- | ------------------------ | ------------------------------------ | ------------------- | --------------- |
| 2006 | German Television Awards | Miglior interpretazione in una serie | Kebab for Breakfast | Vincitore/trice |
| 2009 | New Faces Awards         | Miglior attore                       |                     | Candidato/a     |

## Filmografia

### Attore

#### Cinema
- Io e Max Minsky (Max Minsky und ich), regia di Anna Justice (2007)

#### Televisione
- Kebab for Breakfast (Türkisch für Anfänger) – serie TV, 21 episodi (2006-2007)
- Der Amokläufer - Aus Spiel wird Ernst, regia di Oliver Dommenget – film TV (2008)
- Krupp - Eine deutsche Familie, regia di Carlo Rola – miniserie TV, 2 episodi (2009)
- Mama kommt!, regia di Isabel Kleefeld – film TV (2009)
- 14º Distretto (Großstadtrevier) – serie TV, 1 episodio (2010)
- Amore tra i fiordi (Liebe am Fjord) – serie TV, 1 episodio (2010)
- Zurück zum Glück, regia di Wolfgang Dinslage – film TV (2010)
- Bella Vita, regia di Thomas Berger – film TV (2010)
- SOKO Wismar – serie TV, 1 episodio (2010)
- Squadra speciale Lipsia (SOKO Leipzig) – serie TV, 1 episodio (2011)
- Kann denn Liebe Sünde sein?, regia di Sophie Allet-Coche – film TV (2011)
- Die Stein – serie TV, 1 episodio (2011)
- SOKO - Misteri tra le montagne (SOKO Kitzbühel) – serie TV, 1 episodio (2012)
- Löwenzahn – serie TV, 1 episodio (2012)
- Rosamunde Pilcher – serie TV, 1 episodio (2013)
- Morden im Norden – serie TV, 1 episodio (2014)
- Sechse kommen durch die ganze Welt, regia di Uwe Janson – film TV (2014)
- Tatort – serie TV, 1 episodio (2017)

### Regista
- Human Garden - cortometraggio (2011)

### Produttore
- Human Garden - cortometraggio (2011)